# Portada/efemèride febrer 24
Etel Adnan
« 23 de febrer · 24 de febrer · 25 de febrer »